# Alfred Reade Godwin-Austen
Sir Alfred Reade Godwin-Austen (Frensham, 16 aprile 1889 – Maidenhead, 20 marzo 1963) è stato un generale britannico.
Prestò servizio dal 1909 al 1946. Nel 1940 tentò di impedire la conquista italiana della Somalia britannica. Morì, all'età di 74 anni, nel 1963.